# Allium stipitatum
Lo scalogno persiano (Allium stipitatum Regel, 1881) è una specie della famiglia Amaryllidaceae, diffusa dalla Turchia al Pakistan.

## Galleria d'immagini

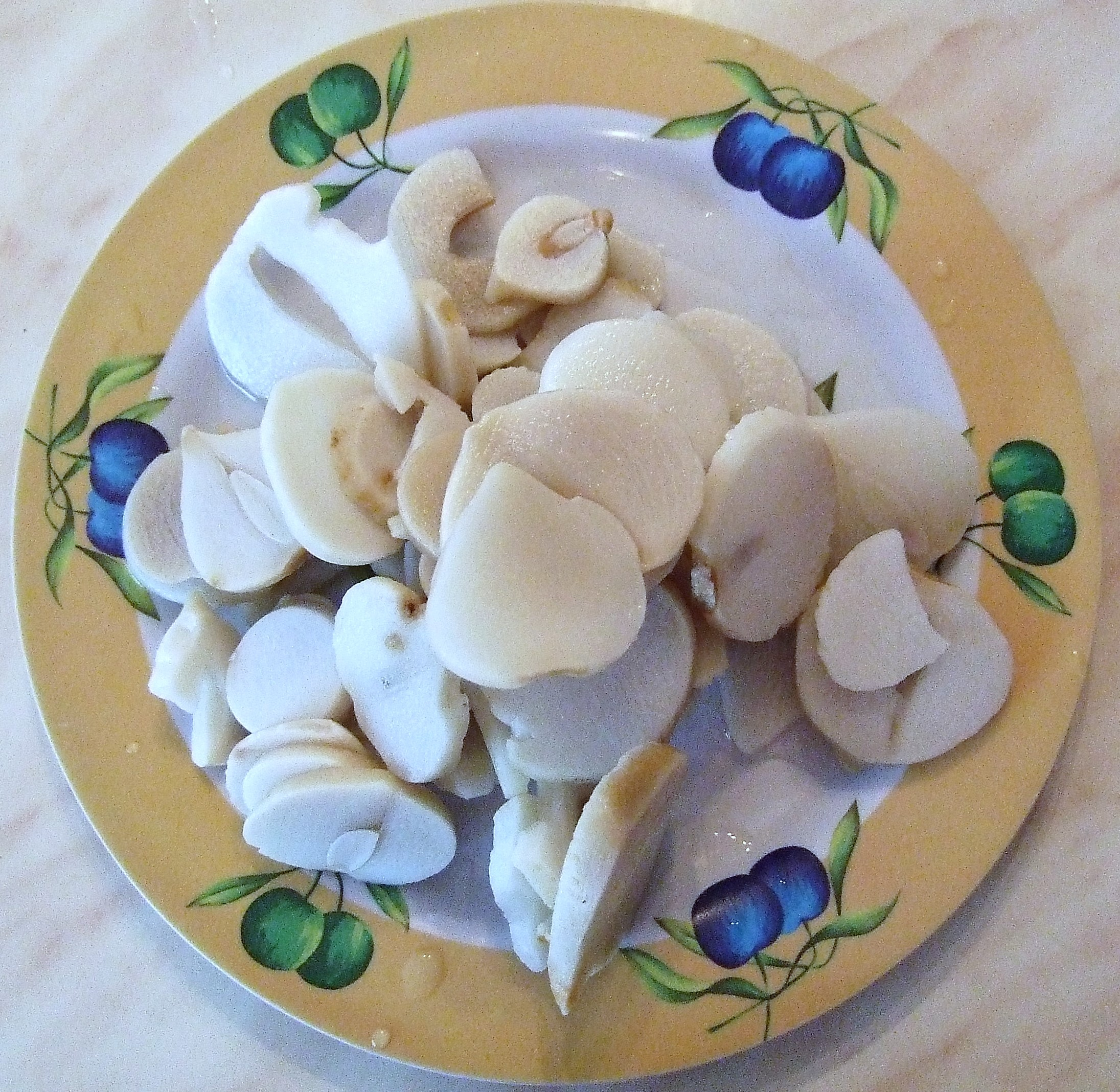
Scalogni persiani